# Ichneumon atratus
Ichneumon atratus is een vliesvleugelig insect (orde Hymenoptera) uit de familie van de gewone sluipwespen (Ichneumonidae). De wetenschappelijke naam van de soort werd in 1790 gepubliceerd door Johann Friedrich Gmelin.

## Homoniemen
Voor Ichneumon atratus Schrank, 1802 zie Ichneumon rathbunae Kittel, 2016